# Yuliya Kolegova
Yuliya Kolegova (12 maggio 1984) è una pentatleta lituana.

## Palmarès
In carriera ha conseguito i seguenti risultati:
- Europei

Mosca 2008: oro nel pentathlon moderno staffetta a squadre ed a squadre.